# Anna Premoli
Anna Premoli (6 luglio 1980) è una scrittrice croata con cittadinanza italiana.
È nata in Croazia, ma nel 1987 si è trasferita in Italia. Si è laureata in Economia dei mercati finanziari presso l'Università Bocconi, e ha intrapreso la carriera professionale lavorando prima alla JPMorgan Chase occupandosi di asset management e risk management, poi presso una banca d'affari, e attualmente si occupa di investimenti finanziari per una holding di partecipazioni privata.
Il 21 luglio 2013 ha vinto la 61ª edizione del Premio Bancarella, con il romanzo Ti prego lasciati odiare, avendo la meglio su Maurizio De Giovanni, Vanna De Angelis, Ugo Moriano, Bruno Morchio, M.J. Heron.

## Romanzi
- Ti prego lasciati odiare, Newton Compton già autopubblicato nel 2012 su Narcissus
- Come inciampare nel principe azzurro, Newton Compton, 2013
- Finché amore non ci separi, maggio 2014
- Tutti i difetti che amo di te, ottobre 2014
- Un giorno perfetto per innamorarsi, Newton Compton, 2015
- L'amore non è mai una cosa semplice, Newton Compton, 2015
- L'importanza di chiamarti amore, Newton Compton, 2016
- È solo una storia d'amore, Newton Compton, 2016
- Un imprevisto chiamato amore, Newton Compton, 2017
- Non ho tempo per amarti, Newton Compton, 2018
- L'amore è sempre in ritardo, Newton Compton, 2018
- Questo amore sarà un disastro, Newton Compton, 2019
- Molto amore per nulla, Newton Compton, 2020
- Tutto a posto tranne l'amore, Newton Compton, 2021
- Non sono una signora, Newton Compton, 2021
- Sfida all'ultimo bacio, Newton Compton, 2022
- In amore vince chi rischia, Newton Compton, 2023
- Tutto troppo complicato, Newton Compton, 2024
- Ti odio, ma ti amo di più, Newton Compton, 2024
- L'amore non è mai a prima vista, Newton Compton, 2024
- Tutto troppo segreto, Newton Compton, 2025